# Carmilla (film, 2017)
Pour les articles homonymes, voir Carmilla (homonymie).
Pour plus de détails, voir Fiche technique et Distribution.
Carmilla est un film canadien réalisé par Spencer Maybee, sorti en 2017 et basée sur un roman de Sheridan Le Fanu. En 2014, une première version sous le format d'une web-série était sorti avec les mêmes actrices principales.

## Synopsis
Cinq ans après les événements de la web série diffusée sur la plateforme Youtube, Carmilla n'est plus une vampire mais une humaine vivante et respirante. L'ancienne vampire semble bien s'adapter à sa nouvelle vie mortelle à Toronto avec sa petite amie, Laura. Cependant, le passé sanglant de Carmilla n'est jamais loin, et finit par les hanter quand Laura commence à avoir des cauchemars liés au passé de Carmilla.

## Fiche technique
- Titre : The Carmilla Movie / Carmilla
- Réalisation : Spencer Maybee
- Scénario : Alejandro Alcoba, Jordan Hall
- Producteur : Steph Ouaknine, Melanie Windle
- Société de production : Shaftesbury Films
- Montage : Jordan Crute
- Photographie : James Poremba
- Musique : Armen Bazarian
- Langue d'origine : Anglais canadien
- Pays d'origine :  Canada
- Genre : Fantastique, comédie romantique saphique
- Lieux de tournage : 
  - Toronto, Ontario, Canada
  - Glanmore House[2], Belleville, Ontario, Canada
  - Riverdale Park, Toronto, Ontario, Canada
- Durée : 97 minutes (1 h 37)
- Date de sortie :
  -  Canada 26 octobre 2017

## Distribution
- Elise Bauman : Laura Hollis
- Natasha Negovanlis : Carmilla Karnstein
- Annie Briggs : Lola Perry
- K Alexander : Suzanne Lafontaine
- Nicole Stamp : Melanippe Callis
- Dominique Provost-Chalkley : Elle Sheridan
- Grace Lynn Kung : Charlotte Brontë
- Cara Gee : Emily Brontë
- Matt O'Connor : Wilson Kirsch
- Sophia Walker : Matska Belmonde
- Sharon Belle : Danny Lawrence